# Olympische Sommerspiele 2012/Teilnehmer (Hongkong)
| Gelbes Symbol für Goldmedaillen mit stilisierten Olympischen Ringen | Graues Symbol für Silbermedaillen mit stilisierten Olympischen Ringen | Braundes Symbol für Bronzemedaillen mit stilisierten Olympischen Ringen |
| ------------------------------------------------------------------- | --------------------------------------------------------------------- | ----------------------------------------------------------------------- |
| —                                                                   | —                                                                     | 1                                                                       |

Hongkong nahm in London an den Olympischen Spielen 2012 teil. Es war die insgesamt 15. Teilnahme an Olympischen Sommerspielen. Vom Sports Federation and Olympic Committee of Hong Kong China wurden insgesamt 42 Athleten in 13 Sportarten nominiert.

## Teilnehmer nach Sportarten

### Badminton
| Athleten                   | Wettbewerb | Gruppenphase                               | Gruppenphase                                 | Gruppenphase | Gruppenphase | Achtelfinale | Achtelfinale              | Viertelfinale | Viertelfinale      | Halbfinale    | Halbfinale    | Finale        | Finale        | Rang |
| Athleten                   | Wettbewerb | Gegner                                     | Ergebnis                                     | Punkte       | Rang         | Gegner       | Ergebnis                  | Gegner        | Ergebnis           | Gegner        | Ergebnis      | Gegner        | Ergebnis      | Rang |
| -------------------------- | ---------- | ------------------------------------------ | -------------------------------------------- | ------------ | ------------ | ------------ | ------------------------- | ------------- | ------------------ | ------------- | ------------- | ------------- | ------------- | ---- |
| Frauen                     |            |                                            |                                              |              |              |              |                           |               |                    |               |               |               |               |      |
| Yip Pui Yin                | Einzel     | S. Kværnø Sung J.                          | 2:0 (21:8, 21:7) 2:0 (21:18 23:21)           | 2 (84:54)    | 1            | Pi. H        | 2:1 (13:21, 21:12, 21:16) | Li X.         | 0:2 (12:21, 20:22) | ausgeschieden | ausgeschieden | ausgeschieden | ausgeschieden | 5–9  |
| Poon Lok Yan Tse Ying Suet | Doppel     | Tian Q. Zhao Y. K. Rytter Juhl C. Pedersen | 0:2 (12:21, 11:21) 1:2 (13:21, 21:14, 18:21) | 0 (75:98)    | 4            | –            | –                         | ausgeschieden | ausgeschieden      | ausgeschieden | ausgeschieden | ausgeschieden | ausgeschieden |      |
| Männer                     |            |                                            |                                              |              |              |              |                           |               |                    |               |               |               |               |      |
| Wong Wing Ki               | Einzel     | E. Ekiring B. Leverdez                     | 2:0 (21:12, 21:11) 2:0 (21:11 21:16)         | 2 (84:50)    | 1            | Chen L.      | 0:2 (17:21, 17:21)        | ausgeschieden | ausgeschieden      | ausgeschieden | ausgeschieden | ausgeschieden | ausgeschieden | 9–16 |

### Bogenschießen
| Athleten    | Wettbewerb | Qualifikation | Qualifikation | 1. Runde    | 1. Runde | 2. Runde      | 2. Runde      | Achtelfinale  | Achtelfinale  | Viertelfinale | Viertelfinale | Halbfinale    | Halbfinale    | Finale        | Finale        | Rang          |
| Athleten    | Wettbewerb | Ringe         | Rang          | Gegner      | Ergebnis | Gegner        | Ergebnis      | Gegner        | Ergebnis      | Gegner        | Ergebnis      | Gegner        | Ergebnis      | Gegner        | Ergebnis      | Rang          |
| ----------- | ---------- | ------------- | ------------- | ----------- | -------- | ------------- | ------------- | ------------- | ------------- | ------------- | ------------- | ------------- | ------------- | ------------- | ------------- | ------------- |
| Männer      |            |               |               |             |          |               |               |               |               |               |               |               |               |               |               |               |
| Lee Kar Wai | Einzel     | 637           | 60            | T. Furukawa | 4 - 6    | ausgeschieden | ausgeschieden | ausgeschieden | ausgeschieden | ausgeschieden | ausgeschieden | ausgeschieden | ausgeschieden | ausgeschieden | ausgeschieden | ausgeschieden |

### Fechten
| Frauen          |                |                      |         |               |               |               |               |               |               |               |               |               |               |               |               |               |
| Yeung Chui Ling | Degen Einzel   | Kseniya Pantelyeyewa | 11:15   | ausgeschieden | ausgeschieden | ausgeschieden | ausgeschieden | ausgeschieden | ausgeschieden | ausgeschieden | ausgeschieden | ausgeschieden | ausgeschieden | ausgeschieden |               |               |
| Lin Po Heung    | Florett Einzel | Shiho Nishioka       | 10 - 13 | ausgeschieden | ausgeschieden | ausgeschieden | ausgeschieden | ausgeschieden | ausgeschieden | ausgeschieden | ausgeschieden | ausgeschieden | ausgeschieden | ausgeschieden |               |               |
| Au Sin Ying     | Säbel Einzel   | –                    | –       | Azza Besbes   | 13 - 15       | ausgeschieden | ausgeschieden | ausgeschieden | ausgeschieden | ausgeschieden | ausgeschieden | ausgeschieden | ausgeschieden | ausgeschieden | ausgeschieden | ausgeschieden |
| Männer          |                |                      |         |               |               |               |               |               |               |               |               |               |               |               |               |               |
| Leung Ka Ming   | Degen Einzel   | –                    | –       | Paolo Pizzo   | 14 -15        | ausgeschieden | ausgeschieden | ausgeschieden | ausgeschieden | ausgeschieden | ausgeschieden | ausgeschieden | ausgeschieden | ausgeschieden |               |               |
| Nicholas Choi   | Florett Einzel | Radu Dărăban         | 8 - 15  | ausgeschieden | ausgeschieden | ausgeschieden | ausgeschieden | ausgeschieden | ausgeschieden | ausgeschieden | ausgeschieden | ausgeschieden | ausgeschieden | ausgeschieden |               |               |
| Lam Hin Chung   | Säbel Einzel   | Adam Skrodzki        | 10 - 15 | ausgeschieden | ausgeschieden | ausgeschieden | ausgeschieden | ausgeschieden | ausgeschieden | ausgeschieden | ausgeschieden | ausgeschieden | ausgeschieden | ausgeschieden |               |               |

### Gewichtheben
| Athleten | Wettbewerb       | Reißen  | Reißen | Stoßen  | Stoßen | Zweikampf | Zweikampf | Rang |
| Athleten | Wettbewerb       | Gewicht | Rang   | Gewicht | Rang   | Gewicht   | Rang      | Rang |
| -------- | ---------------- | ------- | ------ | ------- | ------ | --------- | --------- | ---- |
| Frauen   |                  |         |        |         |        |           |           |      |
| Yu Weili | Klasse bis 53 kg | 90 kg   |        | 105 kg  |        | 195 kg    |           | 9    |

### Judo
| Athleten       | Wettbewerb       | 1. Runde | 1. Runde | Achtelfinale       | Achtelfinale  | Viertelfinale | Viertelfinale | Hoffnungsrunde Halbfinale | Hoffnungsrunde Halbfinale | Halbfinale    | Halbfinale    | Hoffnungsrunde Finale | Hoffnungsrunde Finale | Finale        | Finale        | Rang          |
| Athleten       | Wettbewerb       | Gegner   | Ergebnis | Gegner             | Ergebnis      | Gegner        | Ergebnis      | Gegner                    | Ergebnis                  | Gegner        | Ergebnis      | Gegner                | Ergebnis              | Gegner        | Ergebnis      | Rang          |
| -------------- | ---------------- | -------- | -------- | ------------------ | ------------- | ------------- | ------------- | ------------------------- | ------------------------- | ------------- | ------------- | --------------------- | --------------------- | ------------- | ------------- | ------------- |
| Männer         |                  |          |          |                    |               |               |               |                           |                           |               |               |                       |                       |               |               |               |
| Cheung Chi Yip | Klasse bis 73 kg | Freilos  | Freilos  | Nicholas Delpopolo | 000 - 020 UKG | ausgeschieden | ausgeschieden | ausgeschieden             | ausgeschieden             | ausgeschieden | ausgeschieden | ausgeschieden         | ausgeschieden         | ausgeschieden | ausgeschieden | ausgeschieden |

### Leichtathletik
Laufen und Gehen
| Athleten                                                    | Wettbewerb        | Vorlauf | Vorlauf | Halbfinale | Halbfinale | Finale | Finale | Rang |
| Athleten                                                    | Wettbewerb        | Zeit    | Rang    | Zeit       | Rang       | Zeit   | Rang   | Rang |
| ----------------------------------------------------------- | ----------------- | ------- | ------- | ---------- | ---------- | ------ | ------ | ---- |
| Frauen                                                      |                   |         |         |            |            |        |        |      |
| Fong Yee Pui                                                | 100 m             | 11,98 s | 54      | -          | -          | -      | -      | 54   |
| Männer                                                      |                   |         |         |            |            |        |        |      |
| Ho Man Lok Ng Ka Fung Tang Yik Chun Tsui Chi Ho Lai Chun Ho | 4 × 100-m-Staffel | 38,61 s | 15      | –          | –          | -      | -      | 15   |

### Radsport

#### Bahn
| Athleten    | Wettbewerb | Qualifikation | Qualifikation | Finals            | Finals            | Rang   |
| Athleten    | Wettbewerb | Zeit          | Rang          | Zeit              | Rang              | Rang   |
| ----------- | ---------- | ------------- | ------------- | ----------------- | ----------------- | ------ |
| Frauen      |            |               |               |                   |                   |        |
| Lee Wai-sze | Sprint     | 11,203 s      | 7             | Rennen um Platz 9 | Rennen um Platz 9 | 10     |
| Lee Wai-sze | Keirin     | –             | 4             | –                 | 3                 | Bronze |

Mehrkampf
| Omnium Männer |          |    |   |    |    |              |    |    |              |    |    |    |
| Choi Ki Ho    | 13,659 s | 15 | 3 | 14 | 11 | 4:38,707 min | 17 | 17 | 1:06,071 min | 15 | 89 | 16 |

#### Straße
| Athleten           | Wettbewerb    | Zeit      | Rang |
| ------------------ | ------------- | --------- | ---- |
| Frauen             |               |           |      |
| Jamie Wong Wan Yiu | Straßenrennen | DNF       | DNF  |
| Männer             |               |           |      |
| Wong Kam Po        | Straßenrennen | 5:46:37 h | 37   |

#### Mountainbike
| Athleten       | Wettbewerb    | Zeit      | Rang |
| -------------- | ------------- | --------- | ---- |
| Männer         |               |           |      |
| Chun Hing Chan | Cross-Country | 1:41:59 h | 38   |

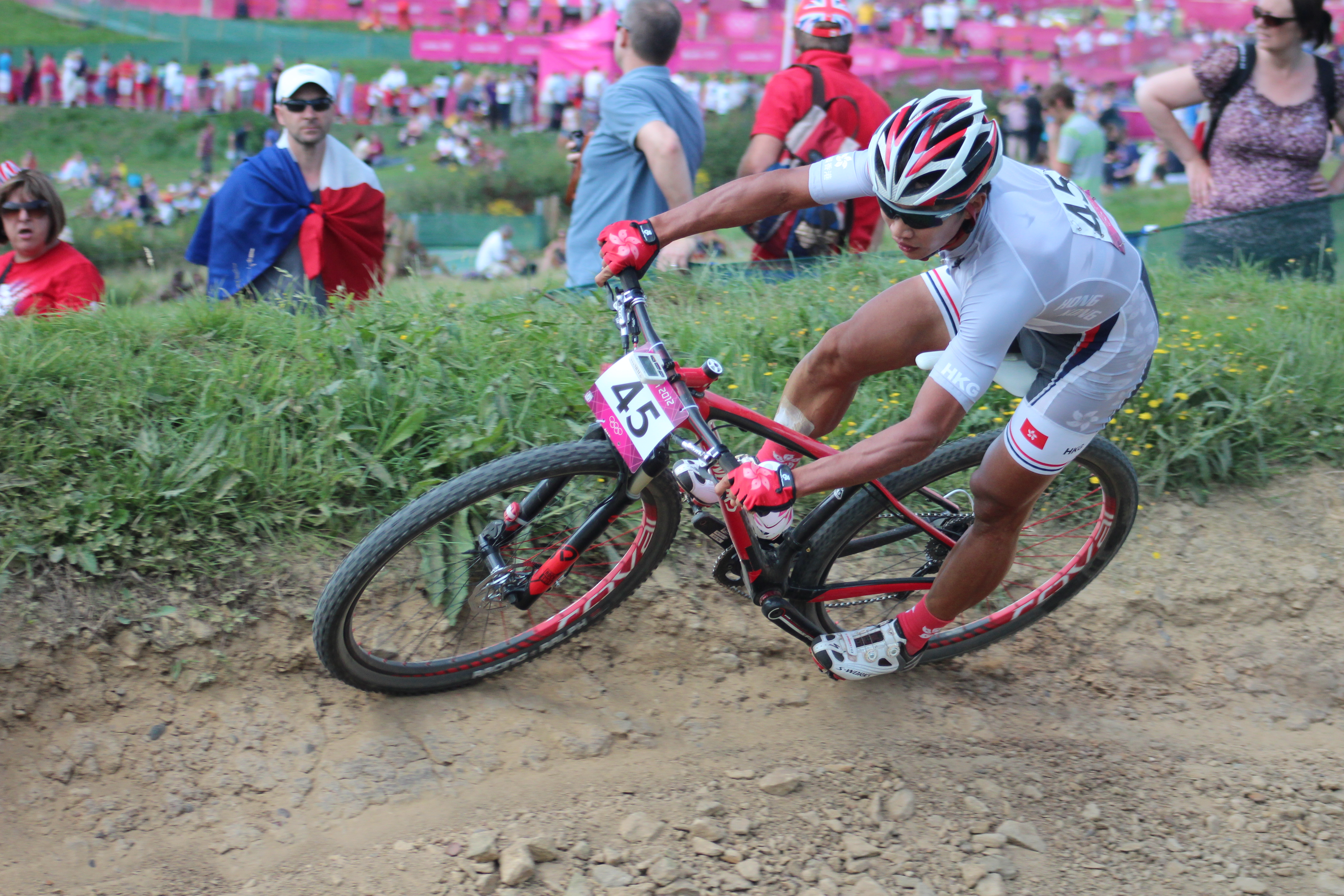
Chun Hing Chan

### Rudern
| Athleten                     | Wettbewerb                  | Vorlauf     | Vorlauf | Hoffnungslauf | Hoffnungslauf | Viertelfinale | Viertelfinale | Halbfinale  | Halbfinale | Finale      | Finale | Rang |
| Athleten                     | Wettbewerb                  | Zeit        | Rang    | Zeit          | Rang          | Zeit          | Rang          | Zeit        | Rang       | Zeit        | Rang   | Rang |
| ---------------------------- | --------------------------- | ----------- | ------- | ------------- | ------------- | ------------- | ------------- | ----------- | ---------- | ----------- | ------ | ---- |
| Männer                       |                             |             |         |               |               |               |               |             |            |             |        |      |
| So Sau Wah                   | Einer                       | 7:15,91 min | 6       | 7:13,35 min   | 3             | –             | –             | 7:44,20 min | 1          | 7:29,35 min | 25     | 25   |
| Lok Kwan Hoi Leung Chun Shek | Leichtgewichts-Doppelzweier | 6:59,52 min | 5       | 6:47,04 min   | 4             | –             | –             | 7:13,67 min | 3          | 7:00,01 min | 18     | 18   |

### Schießen
| Athleten  | Wettbewerb       | Qualifikation | Qualifikation | Finale | Finale | Ringe | Rang |
| Athleten  | Wettbewerb       | Ringe         | Rang          | Ringe  | Rang   | Ringe | Rang |
| --------- | ---------------- | ------------- | ------------- | ------ | ------ | ----- | ---- |
| Frauen    |                  |               |               |        |        |       |      |
| Ip Pui Yi | Luftpistole 10 m | 346           | 49            | –      | –      | 346   | 49   |

### Schwimmen
| Athleten               | Wettbewerb          | Vorlauf     | Vorlauf | Halbfinale    | Halbfinale    | Finale        | Finale        | Rang |
| Athleten               | Wettbewerb          | Zeit        | Rang    | Zeit          | Rang          | Zeit          | Rang          | Rang |
| ---------------------- | ------------------- | ----------- | ------- | ------------- | ------------- | ------------- | ------------- | ---- |
| Frauen                 |                     |             |         |               |               |               |               |      |
| Hannah Wilson          | 100 m Freistil      | 55,33 s     | 21      | ausgeschieden | ausgeschieden | ausgeschieden | ausgeschieden | 21   |
| Sze Hang Yu            | 200 m Freistil      | 1:59,92 min | 23      | ausgeschieden | ausgeschieden | ausgeschieden | ausgeschieden | 23   |
| Hannah Wilson          | 100 m Schmetterling | 59,59 s     | 30      | ausgeschieden | ausgeschieden | ausgeschieden | ausgeschieden | 30   |
| Stephanie Au Hoi Shun  | 100 m Rücken        | 1:04,31 min | 39      | ausgeschieden | ausgeschieden | ausgeschieden | ausgeschieden | 39   |
| Stephanie Au Hoi Shun  | 200 m Rücken        | 2:18,47 min | 36      | ausgeschieden | ausgeschieden | ausgeschieden | ausgeschieden | 36   |
| Natasha Tang Wing Yung | 10 km Freiwasser    | –           | –       | –             | –             | 2:02:33,4 h   | 20            | 20   |

### Segeln
Fleet Race
| Athleten    | Wettbewerb      | Qualifikation | Qualifikation | Medal Race    | Medal Race    | Punkte | Rang |
| Athleten    | Wettbewerb      | Punkte        | Rang          | Punkte        | Rang          | Punkte | Rang |
| ----------- | --------------- | ------------- | ------------- | ------------- | ------------- | ------ | ---- |
| Frauen      |                 |               |               |               |               |        |      |
| Hayley Chan | Windsurfen RS:X | 96            | 12            | ausgeschieden | ausgeschieden | 96     | 12   |
| Männer      |                 |               |               |               |               |        |      |
| Andy Leung  | Windsurfen RS:X | 125           | 13            | ausgeschieden | ausgeschieden | 125    | 13   |

### Tischtennis
| Athleten                             | Wettbewerb | 1. Runde   | 1. Runde | 2. Runde       | 2. Runde | 3. Runde         | 3. Runde      | 4. Runde      | 4. Runde      | Viertelfinale | Viertelfinale | Halbfinale    | Halbfinale    | Finale        | Finale        | Rang |
| Athleten                             | Wettbewerb | Gegner     | Ergebnis | Gegner         | Ergebnis | Gegner           | Ergebnis      | Gegner        | Ergebnis      | Gegner        | Ergebnis      | Gegner        | Ergebnis      | Gegner        | Ergebnis      | Rang |
| ------------------------------------ | ---------- | ---------- | -------- | -------------- | -------- | ---------------- | ------------- | ------------- | ------------- | ------------- | ------------- | ------------- | ------------- | ------------- | ------------- | ---- |
| Frauen                               |            |            |          |                |          |                  |               |               |               |               |               |               |               |               |               |      |
| Tie Yana                             | Einzel     | Freilos    | Freilos  | Freilos        | Freilos  | Elizabeta Samara | 2:4           | ausgeschieden | ausgeschieden | ausgeschieden | ausgeschieden | ausgeschieden | ausgeschieden | ausgeschieden | ausgeschieden | 17   |
| Jiang Huajun                         | Einzel     | Freilos    | Freilos  | Freilos        | Freilos  | Kim Jong         | 4:2           | Ding Ning     | 1:4           | ausgeschieden | ausgeschieden | ausgeschieden | ausgeschieden | ausgeschieden | ausgeschieden | 9    |
| Tie Yana Jiang Huajun Lee Ho Ching   | Mannschaft | Österreich | 3:1      | –              | –        | –                | –             | –             | –             | Südkorea      | 0:3           | ausgeschieden | ausgeschieden | ausgeschieden | ausgeschieden | 5    |
| Männer                               |            |            |          |                |          |                  |               |               |               |               |               |               |               |               |               |      |
| Jiang Tianyi                         | Einzel     | Freilos    | Freilos  | Freilos        | Freilos  | Alexei Smirnow   | 4:1           | Kim Hyok-bong | 4:3           | Zhang Jike    | 1:4           | ausgeschieden | ausgeschieden | ausgeschieden | ausgeschieden | 5    |
| Tang Peng                            | Einzel     | Freilos    | Freilos  | Noshad Alamian | 3:4      | ausgeschieden    | ausgeschieden | ausgeschieden | ausgeschieden | ausgeschieden | ausgeschieden | ausgeschieden | ausgeschieden | ausgeschieden | ausgeschieden | 33   |
| Jiang Tianyi Tang Peng Leung Chu Yan | Mannschaft | Brasilien  | 3:0      | –              | –        | –                | –             | –             | –             | Japan         | 3:2           | Südkorea      | 0:3           | Deutschland   | 1:3           | 4    |

### Turnen
| Athleten            | Wettbewerb       | Qualifikation | Qualifikation | Finale        | Finale        | Rang          |
| Athleten            | Wettbewerb       | Punkte        | Rang          | Punkte        | Rang          | Rang          |
| ------------------- | ---------------- | ------------- | ------------- | ------------- | ------------- | ------------- |
| Frauen              |                  |               |               |               |               |               |
| Angel Wong Hiu Ying | Mehrkampf Einzel | 49,765        | 52            | ausgeschieden | ausgeschieden | ausgeschieden |
| Männer              |                  |               |               |               |               |               |
| Shek Wai Hung       | Boden            | 13,408        | 63            | ausgeschieden | ausgeschieden | ausgeschieden |
| Shek Wai Hung       | Pauschenpferd    | 10,833        | 68            | ausgeschieden | ausgeschieden | ausgeschieden |
| Shek Wai Hung       | Sprung           | 15,466        | 13            | ausgeschieden | ausgeschieden | ausgeschieden |
| Shek Wai Hung       | Reck             | 13,533        | 55            | ausgeschieden | ausgeschieden | ausgeschieden |